# Хуан Вільєнський
Хуан Вільєнський (ісп. Don Juan Manuel; 5 травня 1282—13 липня 1348) — кастильський інфант, магнат, герцог і князь Вільєнський (1330—1348). Сеньйор Пеньяф'єльський, Ескалонський і Вільєнський (1283—1348). Старший мажордом Кастильської Корони (1311—1314, 1318—1319). Представник Кастильського Бургундського дому. 

## Біографія
Народився в Ескалоні, Кастилія. Син кастильського інфанта Мануеля і Беатриси Савойської. Онук кастильського короля Фернандо III. Виховувася при дворі Санчо IV, був його фаворитом. Брав участь у Реконкісті з 12 років. Після смерті батька успадкував великі землеволодіння. Збільшив свій вплив завдяки інтригами та шлюбним зв'язкам. Одружувався тричі: з Ізабелою, донькою майоркського короля Хайме II; Констансою, донькою арагонського короля Хайме II (1304); Бланкою, донькою магната Фернандо де ла Серди (1327). Перебував у постійному конфлікті з короною, воював з перервами проти Альфонсо XI, укладаючи союзи з арагонцями і маврами (1327—1340). Замирився із королем за наказом Святого Престолу. Разом із Альфонсо взяв участь у битві при Саладо (1340), захопив Альхесірас. Згодом відійшов від політики. Решту життя присвятив літературі, прославився як письменник. Склав 13 праць дидактичного характеру, з яких до нас дійшло лише 8. Писав переважно кастильською мовою. Автор «Графа Луканора» (1335). Помер у Пеньяф'єлі, Кастилія.

## Імена
- Хуан Вільєнський (ісп. Juan de Villena) — за назвою князівства.
- Хуан Мануель, Хуан Мануелович (ісп. Juan Manuel) — за іменем батька.

## Творчість
Літературна діяльність Хуана припадає на останні 25 років його життя. За цей час він написав не менше дюжини книг, однак не всі вони збереглися. До нас дійшли такі твори, як «Книга про лицаря і зброєносця» (1326), яка, за власним виразом автора, «в манері, у якій розповідають різні побрехеньки в Кастилії», викладає сучасні йому уявлення про світ, людину, рай і пекло; малює картину життя і викладає суму знань того часу «Книга станів» (1327—1332); містить філософські та життєві повчання синові «Книга про покарання» («Книга без кінця») (1342—1344); історична «Скорочена хроніка» (до 1335); також написав присвячені більш вузьким питанням «Книгу про полювання» (після 1337) і «Книгу про герби» (1342). Хуан Мануель писав не латиною, а іспанською мовою.
- «Граф Луканор» (1335)

## Сім'я
- Донька: Констанса Вільєнська ∞ Педру I (1320—1367), король Португалії (1357—1367)